# Guillaume Vandive
Pour les autres membres de la famille, voir Famille Vandive.
Pour les articles homonymes, voir Van Dievoet.
Guillaume Vandivout, dit Vandive, né le 22 novembre 1680 à Paris, (baptisé le 24 en l'église de Saint-Barthélemy), mort en 1706, est un imprimeur parisien du XVIIIe siècle, imprimeur-libraire ordinaire de Monseigneur le Dauphin.

## Biographie
Guillaume Vandive naît le 22 novembre 1680, est baptisé le 24, église Saint-Barthélemy, sous le nom Vandivout. Il est le fils aîné de l'orfèvre parisien d'origine bruxelloise Philippe Van Dievoet dit Vandive (1654-1738), conseiller du roi, orfèvre du Roi et du Dauphin, et le neveu du sculpteur bruxellois Pierre Van Dievoet (1661-1729).
Il est le frère de l'orfèvre Balthazar Philippe Vandive, Consul de Paris, et de Madeleine Vandive, décédée en 1719, épouse de l'imprimeur-libraire Christophe David.
Guillaume Vandive épouse à Paris en mai 1705, Éléonore Le Prieur, et meurt en février 1706, après onze mois de mariage. Ils ont une fille, Charlotte-Éléonore Vandive, qui épouse le 14 novembre 1718, Jean-François-Claude Beau, seigneur de la Passutière, procureur au Parlement de Paris, né le 8 août 1695 et décédé le 8 mars 1743, laissant trois enfants mineurs.

### Parcours
Guillaume Vandive, imprimeur libraire de Monseigneur le Dauphin, est reçu maître le 20 décembre 1701, à la recommandation de Monseigneur le Grand Dauphin Louis dit Monseigneur, comme le précise Lottin, après avoir été en apprentissage d’avril 1697 à avril 1701 chez Jean Ier Boudot (1651 ? -1706), imprimeur ordinaire du Roi et de l’Académie royale des sciences et directeur de l’Imprimerie de Son Altesse Sérénissime le prince de Dombes à Trévoux.
Nicolas Simart lui succède après avoir épousé sa veuve le 15 juin 1706 et avoir été reçu maître le mois de juillet suivant.

### Production
Il est installé rue Saint-Jacques à l’enseigne Au Dauphin couronné, vis-à-vis la rue de la Parcheminerie qui accueille nombre d'éditeurs. Il publie divers catalogues des livres imprimés chez lui en 1701, 1704, 1706. Il dispose encore d’autres livres imprimés en France ou à l’étranger. 
Il publie également une série d’ouvrages en collaboration avec son associé Louis Coignard, établi rue Saint-Jacques à « l’Aigle d’Or ». Le catalogue des livres publiés en collaboration avec Louis Coignard a été édité en 1703 dans les dernières pages du livre, Moiens de réunir les protestans avec l’Eglise romaine publiez par M. Camus evesque de Belley sous le titre de l’Avoisinement des protestans vers l’Église romaine, 1703.
Guillaume Vandive publie, seul ou avec son associé Louis Coignard, surtout des livres récents ou nouveaux, en français et parfois en latin, traitant de divers sujets, notamment de théologie de tendance janséniste, parfois de négoce, et de voyage. Son catalogue contient aussi des livres destinés aux « nouveaux convertis ».

## Catalogue de ses impressions
On y trouve par exemple :
- Charles-Joachim Colbert, évêque de Montpellier, les « Instructions générales en forme de catéchisme »,
- Nicolas Feuillet, « Histoire abrégée de la Conversion de Monsieur Chanteau ».
- Henry de Barrillon, Conférences ou réflexions ecclésiastiques... sur la II. épître de Saint-Paul aux Corinthiens, touchant les principaux devoirs des pasteurs, des ecclésiastiques et des fidelles, éditées par Charles-François Dubos abbé, publié par Guillaume Vandive, Paris, 1704 chez Guillaume Vandive, imprimeur & libraire ordinaire de monseigneur le Dauphin, ruë S, Jacques au Dauphin, 1704 - 318 pages.
- Resultats des conferences ecclesiastiques du diocese de Luçon: Conferences ou reflexions ecclesiastiques de feu messire Henry de Barrillon evêque de Luçon. Sur l'epître de s. Paul aux Galates. Touchant les principaux devoirs des pasteurs, des ecclesiastiques & des fidéles, Paris, 1704, volume 16, chez Guillaume Vandive, imprimeur & libraire ordinaire de monseigneur le Dauphin, ruë S. Jacques au Dauphin, 1704 - 386 pages Lire en ligne.
- Jean-Pierre Camus, Moiens de réunir les protestans avec l’Eglise romaine publiez par M. Camus evesque de Belley sous le titre de l’Avoisinement des protestans vers l’Église romaine. Nouvelle édition corrigée et augmentée de remarques, pour servir de supplément, par M. ***, Paris, 1603 (date erronée[7] pour 1703), chez Loüis Coignart à l’Aigle d’or, et Guillaume Vandive, au Dauphin Couronné, ruë S. Jacques, avec approbation & privilège du Roy (in 12°). L’auteur de cette édition corrigée serait le grand Richard Simon (1638-1712) lui-même, selon l’annotation écrite dans une écriture d’époque sur la page de titre de l’exemplaire que conserve la famille de Guillaume Vandive. Il s’agit, comme le dit la première lettre préface, d’un ouvrage qui s’adresse aux communautés des nouveaux et nouvelles catholiques, et cela près de vingt ans après la révocation de l’édit de Nantes.
- Laurent Duhan, Philosophus in utramque partem, sive Selectae et limatae difficultates in utramque partem, cum responsionibus, ad usum scholae, circa celebres universae philosophiae controversias,... opera et labore Laurentii Duhan, publié par Guillaume Vandive, Paris, 1704.
- Vincent Houdry, Traite de la maniere d'imiter les bons predicateurs: avec les tables pour les differens usages qu'on peut faire des sermons sur tous les sujets de la morale chretienne, chez Jean Boudot, Louis Coignard et Guillaume Vandive, Paris,1702, 341 pages.
- Vincent Houdry, Sermons sur tous les sujets de la morale chrétienne. Sixiéme partie. Contenant les panegyriques des saints, tome I. Par le R. P. ** de la Compagnie de Jésus... Panégyrique de saint André Panégyrique de saint François Xavier Panégyrique de saint Nicolas Panégyrique de saint Thomas apôtre, Paris, 1702.
- Vincent Houdry, Sermons sur tous les sujets de la morale chrétienne. Quatrième partie contenant Les sermons sur tous les dimanches de l'année, ome IV, publié par Jean Boudot, Louis Coignard et Guillaume Vandive, 1702, 422 pages.
- Jean Maillard, de la Compagnie de Jésus, Méditations sur chaque verset des Évangiles de l'année, volumes III et IV, à Paris, chez Louis Coignard et Guillaume Vandive, 1702.
- Claude Joli, évêque et comte d'Agen, Œuvres mêlées, publié chez Louis Coignard et Guillaume Vandive, Paris, 1702
- l'évêque de Périgueux, Sermons ou entretiens sur les plus importantes véritez de la morale à l'usage des missions et des retraites. Composez par l'Ordre de Monseigneur l'Évêque de Périgueux, avec un abrégé de chaque discours en forme de méditation, tome I, à Paris, chez Louis Coignard, rüe S. Jacques; à l'Aigle d'Or; et Guillaume Vandive, au Dauphin Couronné, Paris, 1702, avec approbation et privilège du Roy.
- Etienne Lochon, docteur en Sorbonne, Abrégé de la discipline de l'Église, tiré d'un grand nombre de canons choisis et dressé pour l'instruction des ecclésiastiques ; avec des réflexions sur l'état présent du clergé, Paris, Louis Coignard et Guillaume Vandive, 1702 et 1705, 2 vol. in-8°. édition de 1702, chez Coignart et Vandive
- Jean-Antoine Mediobarbo, Ludovico Magno Panegyricus, Imperatorum Romanorum nummis conexus, traduit en français par Charles-César Baudelot de Dairval et en italien par l'auteur, Paris, chez Guillaume Vandive, in-4°, 1703.
- Jacques Savary, Le Parfait Négociant » augmenté en cette nouvelle édition d’un
- Traité des Lettres de change »,
- Lessius de la Compagnie de Jésus et Cornaro, Traité de la sobriété et de ses avantages, ou le vray moyen de se conserver dans une santé parfaite jusqu'à l'âge le plus avancé, traduction de Lessius et de Cornaro, Paris, chez Coignart et Vandive, 1702, in-12°.
- Plaidoyez de M. Lenoble, écuyer, conseiller du Roy, substitut de M. le Procureur général au Parlement de Normandie, et les arrests rendus sur les questions qui y sont traitées, Rouen, 1704, in 8°, et se trouve à Parid chez Guillaume Vandive.
- « Voyage du sieur Paul Lucas au Levant », 2 tomes, Paris, chez Guillaume Vandive, Imprimeur et Libraire ordinaire de Monseigneur le Dauphin, 1704, reliures de maroquin rouge, armoiries du grand duc de Toscane Cosme III de Médicis sur les plats. (Exemplaire de la Bibliothèque royale de Belgique à Bruxelles, Réserve précieuse). Autre exemplaire en ligne : Voyage du sieur Paul Lucas au Levant.

## Marque typographique

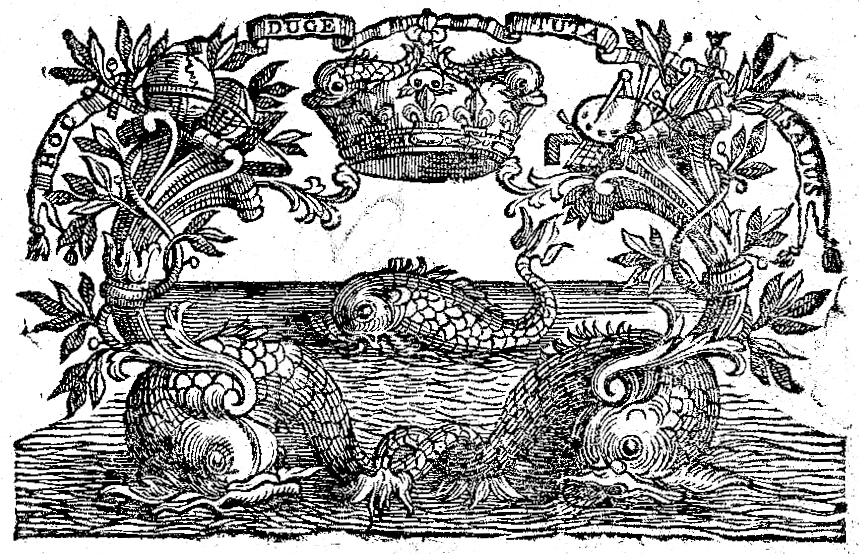
Marque typographique avec sa devise personnelle : « hoc duce tuta salus ».

Sa marque typographique faite en hommage au Grand Dauphin, consistait en trois dauphins en train de nager surmontés d’une couronne fermée fleurdelisée et de deux cornes d’abondance, avec au-dessus un listel contenant la devise inspirée de la légende du poète Arion : « hoc duce tuta salus » : avec ce dauphin comme guide ton salut est assuré.
Paul Lucas avait été envoyé en 1699 comme « antiquaire du Roi » au Levant et en Orient, chargé d’enrichir de ses trouvailles les cabinets de Louis XIV et de sa belle-sœur allemande la Palatine  et son livre figure, comme le dit Dirk Van der Cruysse, parmi les récits de voyage les plus vivants et les plus colorés de l’ère louis-quatorzienne.
Guillaume Vandive mourut en pleine jeunesse à l’âge de vingt-six ans alors qu’il avait fondé une imprimerie et une maison d’édition prometteuses d’un bel avenir.

## Ses successeurs
Son successeur Nicolas Simart qui avait épousé sa veuve et était devenu également « imprimeur et libraire ordinaire de Monseigneur le Dauphin », a encore longtemps continué à imprimer divers livres de son fonds. Ainsi en 1731, toujours installé rue Saint-Jacques au « Dauphin Couronné », il publie une « nouvelle édition revue et corrigée » du Voyage du Sieur Paul Lucas au Levant qui contrairement aux promesses de la page de titre reproduit très exactement l’originale.
Malgré le fait qu’il ait continué à tirer tout au long de sa vie sa subsistance de l’imprimerie fondée grâce aux investissements de Guillaume Vandive, Nicolas Simart entama un procès sordide en 1727 pour réclamer à Philippe Vandive et Balthazar Philippe Vandive les frais que lui avaient causé durant vingt ans l’entretien et l’éducation de sa belle-fille Charlotte Eléonore Vandive. Il n’hésita d’ailleurs pas à donner une publicité tapageuse à son procès en éditant et répandant sur la place publique le réquisitoire hargneux du procureur Baron contre les arguments de la famille Vandive. Ce réquisitoire  conservé à la Bibliothèque Nationale de Paris et rédigé dans un style digne des Plaideurs de Racine, mais en plus acerbe, a transmis l’écho de ce conflit d’intérêts jusqu’à nous. Sans doute, Nicolas Simart était-il déjà en mauvaise position financière et ce méchant procès ne lui fut-il pas de grande utilité, car en 1748 il fut emprisonné pour dettes à la Conciergerie, où il était encore au premier janvier 1749 d’après l’ Historique des libraires de l’inspecteur d’Hémery.

## Livres publiés chez Guillaume Vandive

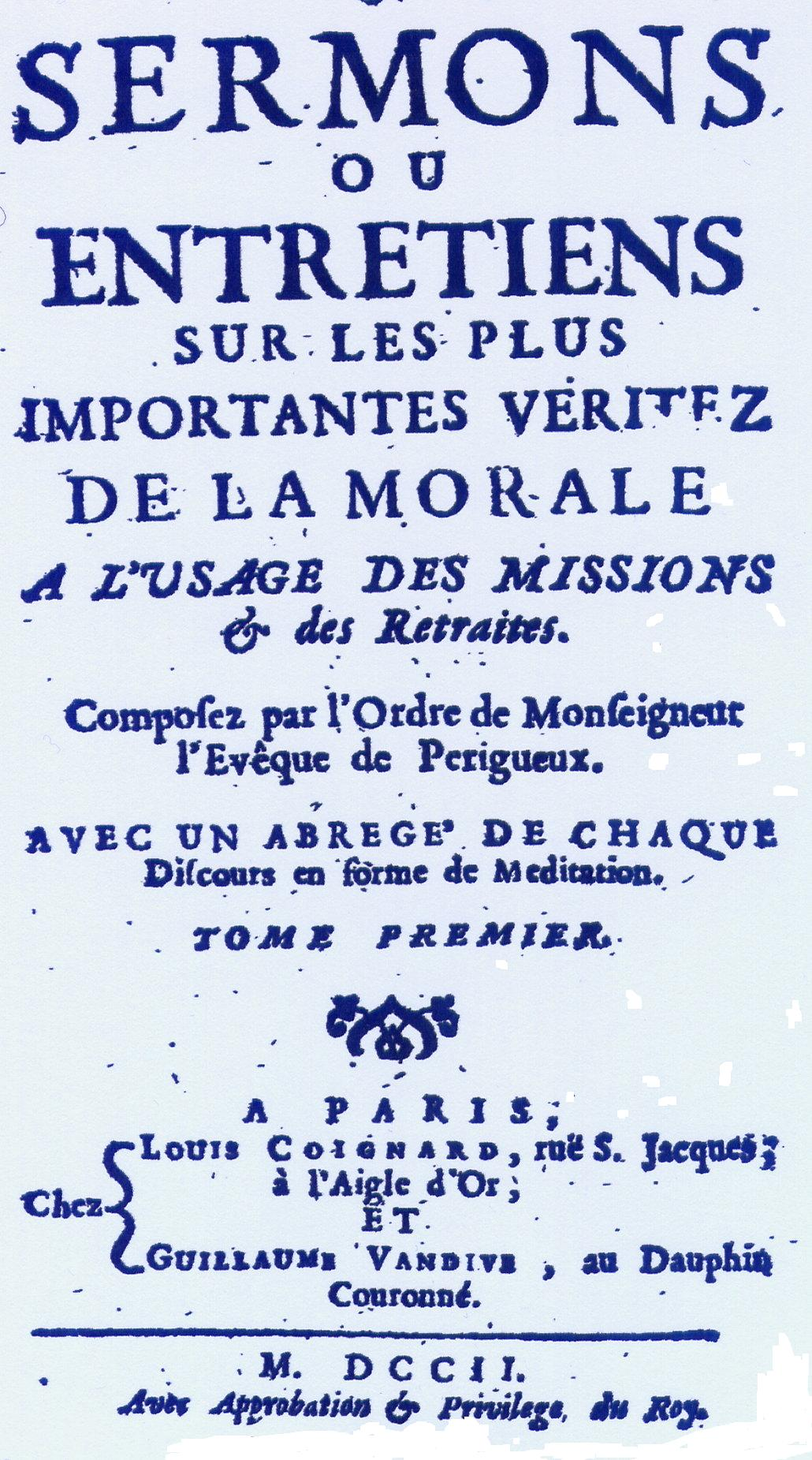
1702 - Ouvrage publié sous l'ordre de l'évêque de Périgueux, Sermons ou entretiens sur les plus importantes véritez de la morale à l'usage des missions et des retraites. Composez par l'Ordre de Monseigneur l'Évêque de Périgueux, avec un abrégé de chaque discours en forme de méditation, tome I, à Paris, chez Louis Coignard, rüe S. Jacques; à l'Aigle d'Or; et Guillaume Vandive, au Dauphin Couronné, Paris, 1702, avec approbation et privilège du Roy.
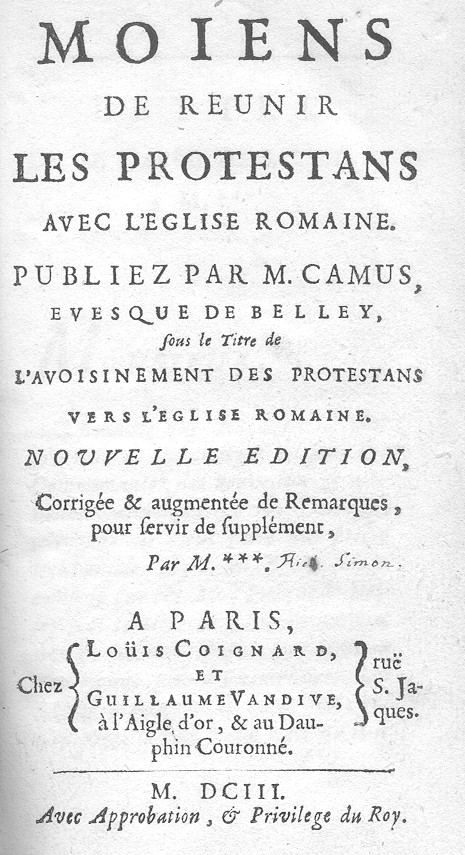
1703 - Frontispice du livre Moiens de réunir les Protestants avec l'Église romaine, par Camus évêque de Belley et Richard Simon, Paris, 1703, chez Guillaume Vandive et Louis Coignard.
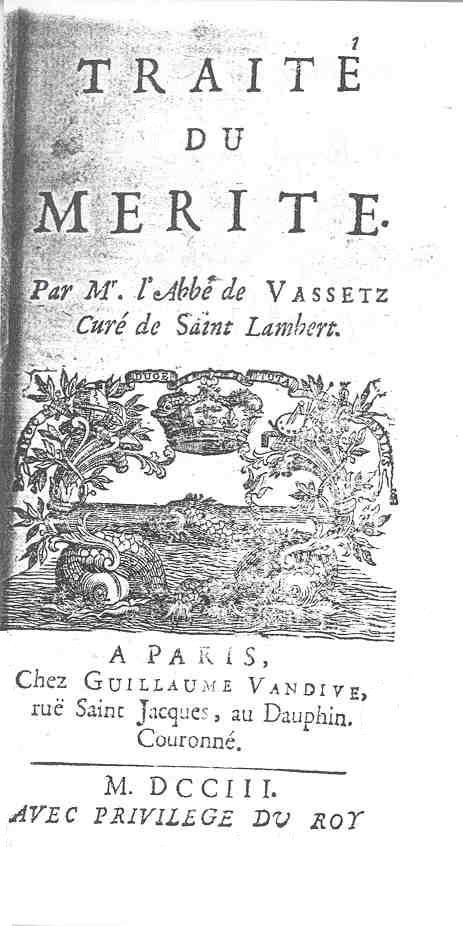
1703 - Page de titre du livre Traité du Mérite, par l'abbé de Vassetz, imprimé chez Guillaume Vandive, à Paris, au Dauphin Couronné, 1703.
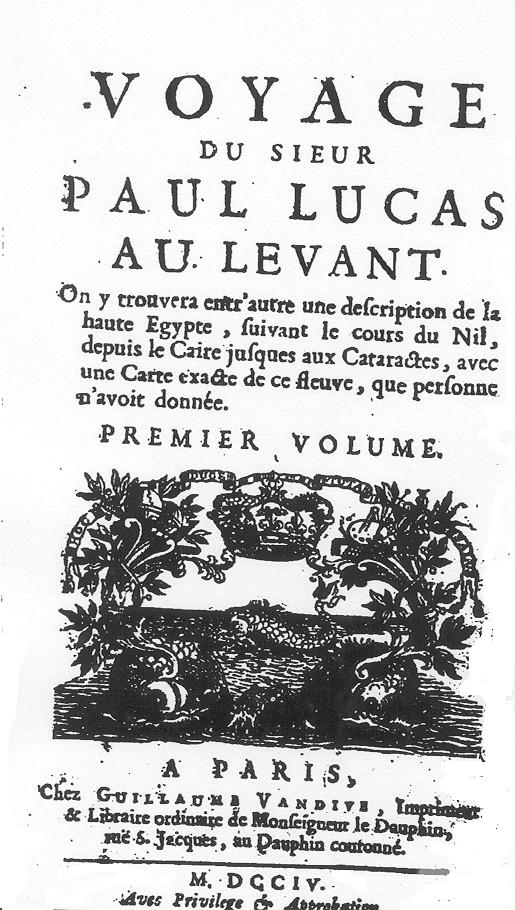
1704 - Page de titre du tome I, de Voyage du Sieur Paul Lucas au Levant, chez Guillaume Vandive, Paris, 1704.
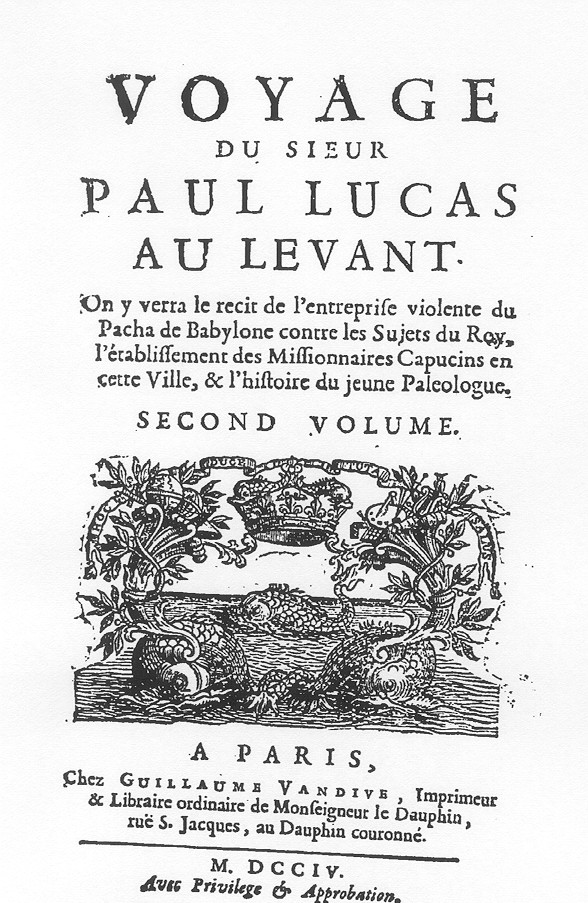
1704 - Frontispice du tome II, de Voyage du Sieur Paul Lucas au Levant, chez Guillaume Vandive, Paris, 1704.